# Die Asta - portræt af Asta Nielsen
Die Asta - portræt af Asta Nielsen er en dansk portrætfilm fra 1995 med instruktion og manuskript af Jørgen Roos og Ib Rehné.

## Handling
En portrætfilm om Asta Nielsen, der med udgangspunkt i filmdebuten Afgrunden i 1910 fortæller historien om hendes verdensberømmelse, karrieren i den tyske filmindustri og privatlivet, som var præget af modgang og personlige sorger, men også mødet med den store kærlighed i en høj alder.